# Іван Перич
Іван Перич (серб. Ivan Perić; 5 травня 1982, Приштина, СФРЮ) — сербський футболіст, нападник албанського клубу «Кукесі».

## Біографія
Народився в Югославії в місті Приштина, краю Косово і Метохія, в сім'ї автослюсаря Йовича Перича і домогосподарки Добрили Перич.
З дитячих років Перич перебував у середовищі футболу: його дядько, брат мами, Аса Мишич, був воротарем у команді Хорватії, два старших брата Деян і Саша, також захоплювалися футболом у шкільні роки. Дядько часто брав маленького Івана на домашні та виїзні ігри. У 14 віці він вирішив зайнятися футболом професійно. Але, незважаючи на велике захоплення футболом, Іван не забував про навчання. Він закінчив школу круглим відмінником, так само як і його старші брати. Вже в 15 років його запросили грати в команді юніорів за Сербію. Але війна, між албанцями і сербами Косово та Сербією, перервала кар'єру сімнадцятирічного Перича. У важкі часи, коли в Косово увійшли війська НАТО, Івана виручило знання англійської мови. Він зміг влаштуватися перекладачем і таким чином допомогти своїй родині.
У цей же час Перич зустрівся з Жаном Тігана, який оцінив яскраву гру молодого нападника. Тігана запропонував поїхати з ним у «Фулгем», але Івана, який не досяг повноліття, не відпустили батьки. Крім цього, Перич познайомився з відомим політиком, який допоміг усій родині Івана переїхати в столицю Белград.
З 2002 року футбольна кар'єра Івана знову пішла в гору, і молодий сербський нападник зміг показати себе повною мірою. Іван розпочав професійну кар'єру в таких белградських командах, як «Обилич» і «Земун». У цих клубах старші товариші і тренери допомагли йому накопичити досвід і відточити свою майстерність.
Проте Іван відчував, що здатний на більше, йому хотілося повністю розкрити свій талант на світовій футбольній арені. І тому, коли один із сербських футболістів, що грав на той момент у карагандинському «Шахтарі» і знав Перича, запропонував Івану спробувати себе в цьому клубі, футболіст з радістю погодився. У дебютному для себе сезоні в «Шахтарі» Іван непогано проявив себе, забивши в 24-х матчах 11 м'ячів.
На початку 2006 року Іван отримав запрошення від київського «Арсеналу». Там повністю проявити себе Івану завадили травми. Сезон 2007 року провів у південнокорейському чемпіонаті за «Чеджу Юнайтед».
З 2008 року виступав за клуби казахстанської футбольної прем'єр-ліги. У 2008 році повернувся в карагандинський «Шахтар», де за два роки в 45 матчах відзначився 22 забитими м'ячами. У 2010 році перейшов до талдикорганський «Жетису», зігравши в ньому кілька матчів, отримав запрошення від багаторазового чемпіона Казахстану «Актобе». У складі цього клубу грав у кваліфікації Ліги чемпіонів УЄФА та Ліги Європи УЄФА. Показав себе як потужний і фактурний нападник, відмінно провівши кінцівку чемпіонату. У міжсезоння тренерський штаб «Актобе» поставив завдання підписати іноземного футболіста високого класу в півзахист і був змушений попрощатися з Перичем, так як він потрапляв під ліміт на легіонерів.
Через кілька місяців Перичу надійшла пропозиція від «Ордабаси», яку гравець прийняв і в першу половину 2011 року захищав кольори цього клубу. Влітку 2011 року підписав контракт як вільний агент з кизилординським «Кайсаром».
Протягом 2012 року виступав за футбольний клуб «Тараз». У першій грі за «Тараз» Іван Перич забив м'яч у ворота «Астани».
На початку 2013 року повернувся у «Жетису», а з 2014 виступав за турецький «Мерсін Ідманюрду» провів лише 4 матчі і згодом перейшов до албанського клубу «Кукесі».